# Myrmecophantes assimilis
Myrmecophantes assimilis är en fjärilsart som beskrevs av W. Warren 1905. Myrmecophantes assimilis ingår i släktet Myrmecophantes och familjen mätare. Inga underarter finns listade i Catalogue of Life.